# Partners in Kryme
Partners in Kryme (oder Partnerz in Kryme) war ein US-amerikanisches Hip-Hop-Duo aus New York. Es bestand aus James Alpern und Richard Usher.

## Geschichte
Ihre erste Single Turtle Power wurde für den Film Teenage Mutant Ninja Turtles 1990 geschrieben und war auch darin zu hören. Sie wurde ein Hit in den USA und Großbritannien. Eine zweite Single namens Undercover wurde bei Capitol Records veröffentlicht, erreichte aber keine Chartplatzierung in den USA. Mit Love 2 Love U waren sie 1991 am Soundtrack des Films Cool as Ice von Vanilla Ice beteiligt. Die Band veröffentlichte nie ein komplettes Album.

## Heute
James Alpern arbeitete danach als Musikproduzent.

## Diskografie
- Turtle Power (1990)
- Undercover (1990, Capitol Records)
- Love 2 Love U (1991)